# Mouss Diouf

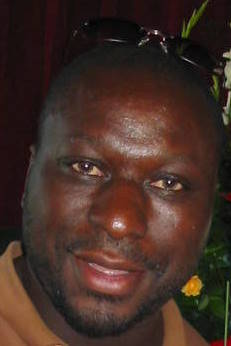
Mouss Diouf

Pierre Mustapha "Mouss" Diouf, ursprungligen Pierre Moustapha Diouf, född 28 oktober 1964 i Dakar i Senegal, död 7 juli 2012 i Marseille, var en fransk skådespelare som bland annat spelade rollen som Baba i filmen Asterix & Obelix: Uppdrag Kleopatra.

## Filmografi
- 1968 : Mandabi
- 1985 : Parole de flic
- 1985 : Billy Ze Kick
- 1987 : Lévy et Goliath
- 1987 : Mon bel amour, ma déchirure
- 1989 : L'union sacrée
- 1989 : Trouble
- 1989 : 5150
- 1990 : Au-delà de la vengeance
- 1990 : Coma dépassé
- 1991 : Loulou Graffiti
- 1991 : Les époux ripoux
- 1991 : Toubab bi
- 1991 : On peut toujours rêvé
- 1991 : Les secrets professionnels du Dr Apfelglück
- 1992 : Loulou Graffiti
- 1993 : Toxic Affair
- 1993 : Coup de jeune
- 1995 : Les anges gardiens
- 1996 : Les 2 papas et la manman
- 1996 : Le plus beau métier du monde
- 1997 : Tortilla et cinéma
- 1997 : Une femme très très très amoureuse
- 2001 : Philosophale
- 2002 : Au loin... l'horizon
- 2002 : Asterix & Obelix: Uppdrag Kleopatra
- 2002 : The Race
- 2003 : Méprise et conséquences
- 2003 : Les grands frères
- 2005 : La famille Zappon
- 2007 : Ali Baba et les 40 voleurs
- 2007 : Le sourire du serpent
- 2009 : L'absence
- 2009 : The Beast (La bête)